# Mnais maclachlani
Mnais maclachlani är en trollsländeart som beskrevs av Fraser 1924. Mnais maclachlani ingår i släktet Mnais och familjen jungfrusländor. Inga underarter finns listade i Catalogue of Life.